# Јеникој
Јеникој (тур. Yeniköy) је насељено место у округу Шиле у вилајету Истанбул, Турска. Према попису из 2020. било је 440 становника.
Јеникој настањују Бошњаци, чији су се преци доселили двадесетих година 20. века из Санџака. Оснивач села је био Абдурахман Акова који се са породицом доселио 1924. године. До грчко-турског рата у Јеникоју је живело грчко становништво.